# John Murphy (politiker)
John Murphy, född 1785 eller 1786 i North Carolina, död 21 september 1841 i Clarke County, Alabama, var en amerikansk politiker. Han var guvernör i Alabama 1825–1829 och representerade Alabamas femte distrikt i USA:s representanthus 1833–1835. Han var först demokrat-republikan och senare demokrat.
Murphy var verksam som plantageägare och som advokat i Alabama. Han efterträdde 1825 Israel Pickens som guvernör och efterträddes 1829 av Gabriel Moore. Efter en misslyckad kampanj till representanthuset kandiderade han på nytt och vann. Murphy tillträdde den 4 mars 1833 som kongressledamot och efterträddes två år senare av Francis Strother Lyon. Han försökte att göra comeback fyra år efter att ha lämnat representanthuset men förlorade mot Whigpartiets kandidat James Dellet. Murphy avled 1841 och gravsattes på sin plantage i Clarke County.